# Aenictus crucifer
Aenictus crucifer é uma espécie de formiga do gênero Aenictus.